# Acanthastrea pachysepta
Acanthastrea pachysepta is een rifkoralensoort uit de familie Lobophylliidae. De wetenschappelijke naam van de soort is, als Lobophyllia pachysepta, voor het eerst geldig gepubliceerd in 1975 door J.P. Chevalier.